# Patinter SA
A Patinter S.A é uma das mais conceituadas e conhecidas empresas no sector de transportes internacionais na Europa, com cerca de 50 anos de actividade e é reconhecida pela qualidade de serviços que tem prestado ao longo dos anos  (Hotfrog, [2009?]).

## História
No ano de 1962, instala-se em Mangualde uma fábrica de produção automóvel. Devido a necessidades logísticas, uma empresa francesa de transportes PAT, Paris Aquitaine Transport (Mérignac 33) e alguns empresários locais criam uma nova empresa de transportes, a Patinter SA. Em 1986 a Patinter é adquirida com controlo total pelos actuais proprietários. A Patinter SA foi pioneira em Portugal, na área das comunicações base-móvel, ao instalar um sistema de gestão de frota via satélite. Isto permite à empresa uma maior confiança por parte dos clientes e um melhoramento dos serviços prestados aos clientes  (Patinter, [2009?]).
Com o crescente sucesso e valorização da Patinter SA, em 1995 são criadas novas instalações, com cerca de 100 000 m2, dotadas de zonas administrativas, oficinas de manutenção, lavagem de viaturas, postos de abastecimento e parqueamento de viaturas  (Patinter, [2009?]). Após este crescimento, a marca expandiu-se em Portugal e passou para além fronteiras, actuando em Espanha, França, Alemanha e República Checa  (Lusonegocios, [2009?]).
Em 2005 é implementado pela empresa o Sistema de Gestão de Segurança, Higiene e Saúde no Trabalho, segundo a Norma OHSAS 18001:1999. No ano de 2007 a Patinter SA celebrou 40 anos de existência, em que é reconhecida pela qualidade dos serviços que tem prestado aos seus clientes. Em 2008 a empresa investe no sector logístico e imobiliário, criando assim a Patinter II, Logística e Imobiliária S.A, sediada em Alverca do Ribatejo  (Patinter, [2009?]).